# Habsburg-Laufenburg

Wappen von Laufenburg mit dem Habsburger Löwen

Das Haus Habsburg-Laufenburg war von 1232/34 bis 1408 eine Seitenlinie der Habsburger, die jedoch nie die Bedeutung und Macht ihrer Verwandten erlangte. In der Schweiz und im heutigen Südbaden erlangten die Grafen von Habsburg-Laufenburg eine gewisse Bedeutung.

## Geschichte

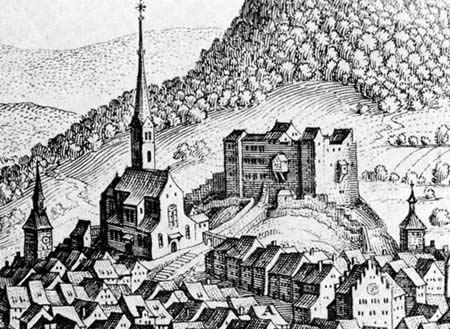
Die Laufenburg um 1654

In den Jahren zwischen 1232 und 1234 erfolgte eine Besitz- und Verwaltungsteilung zwischen den Brüdern Albrecht IV. von Habsburg (dem Begründer der älteren Stammlinie) und Rudolf III. von Habsburg (dem Begründer der Laufenburger Linie, dann also Rudolf I. von Habsburg-Laufenburg). Die Teilung, von der wir nur aus einer um 1238/39 ausgestellten Schiedsurkunde Kenntnis besitzen, zeigte erst ab etwa 1270 tatsächliche territoriale Auswirkungen.  Die Laufenburger Besitzungen befanden sich im Frickgau mit dem Sitz auf der Burg Laufenburg, im Albgau mit der Burg Hauenstein, im Aargau mit der Burg Stein sowie in Obwalden, der Ostschweiz und in der Grafschaft Klettgau. Der Aufbau einer flächendeckenden Territorialherrschaft gelang nicht. Die Zubenennung nach Laufenburg ist eine nur selten belegte, erstmals 1257 verwendete Fremdbezeichnung. Die Grafen selbst benannten sich stets nur nach Habsburg, im 14. Jahrhundert teilweise mit dem Zusatz Herr zu Laufenburg.
Durch die Heirat Rudolfs III. von Habsburg-Laufenburg († 1315) mit Elisabeth von Rapperswil, der Schwester des letzten Grafen von Rapperswil, erbte Johann I. die umfangreichen Besitzungen der Rapperswiler im Zürichgau und die Stadt Rapperswil. Johann wurde 1336 wegen seiner Schulden in die Auseinandersetzungen um die Zürcher Zunftrevolution hineingezogen und fand 1337 in der Schlacht bei Grynau gegen den Zürcher Bürgermeister Rudolf Brun den Tod. Seine minderjährigen Kinder wuchsen am Hof der Habsburger auf.
Johann II. beteiligte sich 1350 an dem Umsturzversuch gegen Bürgermeister Brun (Mordnacht von Zürich), weil ihm dessen Gegner einen Schuldenerlass zugesichert hatten. Der Plan wurde jedoch verraten, und der Graf geriet dadurch in Zürich im Wellenberg für drei Jahre in Gefangenschaft. Dort schrieb er das Minnelied Blümli blawe, welches Goethe auf seiner dritten Schweizer Reise entdeckte und zu seinem Gedicht Das Blümlein wunderschön/Lied des gefangenen Grafen umarbeitete. Die Festungen in Rapperswil und Altendorf wurden von Brun zerstört. Erst nach einer Intervention seiner Verwandten wurde Johann wieder freigelassen, musste jedoch 1354 seine Güter am oberen Zürichsee an Herzog Albrecht von Österreich verkaufen und der Stadt Zürich Urfehde schwören.
Das Münzrecht der Grafen wurde 1363 an die Stadt Laufenburg verpfändet, 1408 ging es endgültig an die Stadt. Bis 1386 gingen die meisten Besitzungen des Hauses Habsburg-Laufenburg an die Hauptlinie der Habsburger, darunter Stadt und Burg Laufenburg. Johann IV., der letzte der Laufenburger Linie, starb 1408 ohne erbberechtigte männliche Nachkommen. Durch die 1410 erfolgte Heirat seiner Tochter Ursula mit Graf Rudolf III. von Sulz kam die Landgrafschaft Klettgau an die Grafen von Sulz.

## Stammliste der Linie Habsburg-Laufenburg (Rudolfinische Linie)
1. Rudolf der Schweigsame, III. Graf von Habsburg, dann I. Graf von Habsburg-Laufenburg (1227–1249) ⚭ Gertrud (belegt 1243–1253), Tochter des Lütold VI. Freiherren von Regensberg 
  1. Wernher († wohl Juli 1253)[1]
  2. Gottfried I. (gen. 1239, † 1271), Graf von Habsburg-Laufenburg ⚭ Adelheid, Tochter des Egino (Egon) V. Graf von Urach-Freiburg (?⚭ II Elisabeth von Ochsenstein)[2]
    1. Rudolf III. (1270–1314), Graf von Habsburg-Laufenburg
⚭ (I) 1296 Elisabeth († 1309), aus dem Haus der Grafen Rapperswil  (Witwe des Ludwig I. Grafen von Homberg)
⚭ (II) Maria von Oettingen († 1369) 
      1. Johann I. (1310–1337), Graf von Habsburg-Laufenburg, Landgraf des Klettgau, ⚭ Agnes von Werd († nach 1354), Tochter des Sigismund von Werd, Landgraf im Unter-Elsaß[3]
        1. Johann II., Il Conte Menno (1337 (unmündig) – †  1380), Graf von Neu-Rapperswil (Wellenberg) ⚭ Verena von Neufchatel-Blamont
          1. Johann III. (†  1392), Graf von Rotenberg im Sundgau bis 1389, dann im Klettgau zu Krenkingen

        2. Rudolf IV. (* um 1322 – 1383), Graf von Habsburg-Laufenburg, Landgraf im Sisgau und Klettgau, Landvogt in Schwaben und Oberelsaß ⚭  1354 Elisabeth Gonzaga von Mantua (1354–1384) 
          1. Johann IV. (um 1355–1408),[4] Graf von Habsburg-Laufenburg, Landgraf im Klettgau, Landvogt der Herrschaft Österreich im Thurgau, Aargau und Schwarzwald ⚭ Agnes von Landenberg-Greifensee
            1. Ursula von Habsburg-Laufenburg ⚭ Rudolf III. Landgraf im Klettgau († zw. 1434/54, Landgraf ab 1408), aus dem Haus der Grafen von Sulz, Linie Klettgau
              1. Johann
              2. Rudolph
              3. Alwig (X. von Sulz)

            2. Agnes († wohl bald nach 1409)

•unehelich:
            1. Mauriz (1409, 1415)

ausgestorbene Linie
          2. N.N. († 1451) ⚭ (um 1400) Maximilian (Smasmann) von Rappoltstein 

        3. Gottfried II. (1337 (unmündig)–1375), Landgraf im Klettgau bis 1365, Graf von Alt-Rapperswil ⚭ (I) Agnes von Teck ; (II) N.N.[2] von Ochsenstein
        4. Adelheid († vor 1370) ⚭ Heinrich IV. Graf von Montfort-Tettnang 
        5. Agnes, Chorfrau im Damenstift Säckingen (belegt 1354)
        6. Katharina, Nonne im Kloster Königsfelden
        7. Verena (†  nach 1356) ⚭ (I) Philippino Gonzaga von Mantua (1328–1356) ; (II) Burkhard VIII. Graf von Hohenberg zu Nagold (1346/57–1362/81 ?)
        8. Elisabeth ⚭ (um 1362) Johannes II. (um 1346–1424) Truchsess von Waldburg 
        9. N.N., Stiftsdame in Hohenburg

• unehelich mit Elisabeth von Strättlingen
      1. Petrus von Dietikon

    2. Gottfried († 1271)

  3. Rudolf II. († 1293), Bischof von Konstanz
  4. Otto (belegt 1252–1254), Deutschordensritter
  5. Eberhard I. (?nach 1253–1284), Graf von Kyburg ⚭ 1273 Anna von Kyburg  → Begründer des Hauses Habsburg-Kyburg (Neu-Kyburg)  (erloschen 1417, dann zu Habsburg)

• unehelich, Zuordnung unsicher:
  1. Rudolf von Dietikon, Chorherr zu Zürich

Die Laufenburger-Linie starb – im männlichen Stamm – am 18. Mai 1408 mit dem Tode von Johann IV. aus. 